# Просте число Бельфеґора
Просте число Бельфеґора — паліндромне просте число 1000000000000066600000000000001, відоме під назвою «просте число Бельфеґора» завдяки американському популяризаторові науки Кліфорду Піковеру (Clifford A. Pickover).
Бельфеґор — міфічний демон, а число назване так, бо має 31 цифру (тобто нещасливе число 13 навиворіт), 26 нулів (по 13 на початку та в кінці) і «число звіра» 666 усередині. Із цією математичною цікавинкою пов'язаний сюжет серії «Just a Regular Irregular» (Математичне полювання) 3-го сезону американського серіалу «Елементарно». На французькі екрани серія вийшла під назвою «Le nombre de Belphegor».